# Ало, д-р Минев!
„Ало, д-р Минев!“ е български 5-сериен телевизионен игрален филм от 1970 – 1971 година на режисьора Димитър Пунев, по сценарий на Михаил Величков. Оператор е Васил Младенов. Музикален оформител Димитър Герджиков.

## Серии
- 1. серия – „На всеки може да се случи“ (1970) – 43 минути
- 2. серия – „Ако аз бях на негово място“ (1970) – 34 минути
- 3. серия – „Човекът, когото бих могла много да обичам“ (1970) – 47 минути
- 4. серия – „Един танц, непредвиден в програмата“ (1970) – 35 минути
- 5. серия – „Зимен отпуск на „Щастливеца““ (1971) – 37 минути[1].

## Актьорски състав
| Роля                                   | Изпълнител          |
| -------------------------------------- | ------------------- |
| д-р Минев                              | Георги Калоянчев    |
| Елена Минева, съпругата на д-р Минев   | Емилия Радева       |
| Василева, съседка на семейство Миневи  | Невена Коканова     |
| Василев, съсед на семейство Миневи     | Васил Михайлов      |
| Васко, синът на Василеви               | Едуард Николчев     |
| д-р Стоянов                            | Лъчезар Стоянов     |
| пациентката                            | Йорданка Кузманова  |
| Надя, дъщеря на д-р Минев              | Светла Антонова     |
| Андрей, синът на д-р Минев             | Ириней Константинов |
| Емилия, приятелката на Андрей          | Катя Паскалева      |
| стажантката, влюбена в д-р Минев       | Гинка Станчева      |
| проф. Кирилов, директорът на болницата | Стефан Димитров     |
| певицата                               | Мая Томова          |
| обожателят                             | Иван Андонов        |
| конферансие                            | Петър Дончев        |
| пациентката                            | Люба Алексиева      |
| детето                                 | Емил Съев           |
| управител                              | Ламби Порязов       |
| Надя                                   | Светла Антонова     |